# بخش ساهیوال
بخش ساهیوال (به انگلیسی: Sahiwal Division) یک بخش در پاکستان است که در پنجاب واقع شده‌است. بخش ساهیوال ۱۰٬۳۰۲ کیلومتر مربع مساحت و ۷٬۳۸۰٬۳۸۶ نفر جمعیت دارد.